# Rhain ap Maredudd
Rhain ap Maredudd est un roi de Dyfed mort en 808.

## Contexte
Rhain [II] ap Maredudd est le fils aîné et successeur de Maredudd ap Tewdwr. Son règne est une époque particulièrement difficile de troubles et de combats dans le Nord au Gwynedd et dans l'Est au Gwent ce qui rend les frontières du royaume de Dyfed vulnérables. La région côtière doit de plus faire face à la recrudescence des incursions des vikings. Cette situation est vraisemblablement la cause de la courte durée de son règne, il meurt dès 808 selon les Annales Cambriae,  et de ceux de ses deux successeurs, son frère cadet Owain ap Maredudd puis son fils Triffyn ap Rhain.